# Le Fied
Le Fied település Franciaországban, Jura megyében. Lakosainak száma 189 fő (2022. január 1.). Le Fied Barretaine, Fay-en-Montagne, Frontenay, Ladoye-sur-Seille, Picarreau, Plasne és Poligny községekkel határos.

## Népesség
A település népességének változása:
| Lakosok száma | 165  | 158  | 147  | 207  | 198  | 202  | 204  | 195  | 191  | 189  |
|               | 1968 | 1982 | 1990 | 2006 | 2013 | 2015 | 2017 | 2019 | 2020 | 2022 |